# 11836 Eileen
A 11836 Eileen (ideiglenes jelöléssel 1986 CB) egy marsközeli kisbolygó. Carolyn Shoemaker és Eugene Merle Shoemaker fedezte fel 1986. február 5-én.